# Dolski graben
Dolski graben je hudourniški gorski potok v Kamniško-Savinjskih Alpah. Svoje vode nabira na zahodnih pobočjih Velike Planine in se nedaleč od izhodišča nihalne žičnice kot levi pritok izliva v reko Kamniška Bistrica.